# Demócratas Independientes Vascos
Demócratas Independientes Vascos (DIV) fue una candidatura política vasca presente en las primeras elecciones generales españolas de 1977 a las Cortes españolas, por la circunscripción de Guipúzcoa.
Se trataba de una formación política de centro-derecha que venía a ocupar el espacio político de la UCD que no presentó en aquellas elecciones candidatura por Guipúzcoa. Obtuvo un 4,68% de los votos en Guipúzcoa y quedó sin representación parlamentaria, como la séptima fuerza política del territorio. No volvió a presentarse a unas elecciones (en 1979 formó parte de la Unión Foral del País Vasco). Sus militantes y candidatos quedarían integrados en UCD. Entre ellos se encontraba un joven Jaime Mayor Oreja.